# Forever (perfume)
Forever é fragrância feminino da grife Elizabeth Arden e o terceiro endorsado pela cantora americana Mariah Carey, o anterior foi o Luscious Pink. O título veio com a canção "Forever" lançada em 1995 no álbum Daydream.

## Design
O frasco foi desenhado no estilo art déco. A fragrância remete a vida da cantora no momento atual. Ron Rolleston, vice-presidente global da Elizabeth Arden disse que o perfume foi inspirado na vida de Mariah que é cheia de alegrias, inspirações e otimismo. A cantora dise: "Eu estou em um belo momento agora, rodeada de coisas que eu amo e Forever captura este momento agora." Seu perfume reflete ao seu novo álbum Memoirs of an Imperfect Angel, seu casamento e seu novo filme, Precious.

## Ingredientes
A essência contém Flor-de Lótus, Maçã-verde, óleo de néroli, gardênia, madeira exótica e Musk.